# فانتامادی کیتا
فانتامادی کیتا (انگلیسی: Fantamady Keita؛ زادهٔ ۲۵ سپتامبر ۱۹۴۹) بازیکن فوتبال اهل مالی بود.
از باشگاه‌هایی که در آن بازی کرده است می‌توان به باشگاه فوتبال رن اشاره کرد.
وی همچنین در تیم ملی فوتبال مالی بازی کرده است.